# Nachal Luz
Nachal Luz (hebrejsky: נחל לוז, arabsky: Vádí Luza) je vádí na Západním břehu Jordánu a v Izraeli, v Judských horách v Jeruzalémském koridoru.
Začíná severně od vesnice Bajt Surik na Západním břehu Jordánu. Směřuje k východu a pak k jihu, přičemž vytváří hluboké údolí s částečně zalesněnými svahy, přičemž z východu míjí město Mevaseret Cijon, kde vstupuje na území vlastního Izraele, zprava přijímá vádí Nachal Navar a v údolí Emek ha-Arazim ústí do potoka Sorek na okraji Jeruzalému. V severní části je údolí od počátku 21. století přehrazeno bezpečnostní bariérou.
Podél vádí se nachází sedm pramenů (zejména Ejn Telem poblíž ústí do Soreku) a zbytky křižáckého osídlení z doby středověku. Žije tu populace gazely obecné (poddruh Gazella gazella gazella) a další drobní živočichové. Během roku 1948 za války za nezávislost byla tato lokalita místem střetnutí mezi židovskými jednotkami Palmach a arabskými silami, které úspěšně hájily strategickou pozici Nabi Šmu'el a zabránily tak izraelskému výpadu na sever od Jeruzaléma. Znovu tudy izraelská vojska prošla v roce 1967 během šestidenní války, kdy byl dobyt Západní břeh Jordánu.